# Phiala uelleburgensis
Phiala uelleburgensis är en fjärilsart som beskrevs av Embrik Strand 1912. Phiala uelleburgensis ingår i släktet Phiala och familjen Eupterotidae. Inga underarter finns listade i Catalogue of Life.